# O du som ser, o du som vet
O Du, som ser, o Du, som vet är en psalm av Jeanna Oterdahl från 1910. Melodin var 1921 en tonsättning av Hugo Hammarskjöld från 1920 men ersattes av en komposition av Torsten Wall från 1933 som bearbetades 1962. I Tempeltoner första samlingen 1934, psalmsång nr 4 anges Adina Waern som tonsättare.
Jeanna Oterdahls texter omfattas av copyright till och med år 2035, då Oterdahl testamenterade inkomsterna av upphovsrätten till Vännernas samfund Kväkarna i Stockholm.

## Publicerad som
- Nr 502 i Nya psalmer 1921, tillägget till 1819 års psalmbok under rubriken "Guds härlighet i hans väsen och verk".
- Nr 527 i 1937 års psalmbok under rubriken "Ungdom".
- Nr 4 i Tempeltoner 1934.
- Nr 227 i Den svenska psalmboken 1986, 1986 års Cecilia-psalmbok, Psalmer och Sånger 1987, Segertoner 1988 och Frälsningsarméns sångbok 1990 under rubriken "Bättring - omvändelse".
- Nr 327 i Svensk psalmbok för den evangelisk-lutherska kyrkan i Finland (1986) under rubriken  "Bön och förbön"